# Patrick Mölzl
Patrick Erhan Mölzl (* 28. Dezember 1980 in München) ist ein deutscher Fußballspieler und heutiger -trainer.

## Geburt und Kindheit
Patrick Mölzl wurde 1980 als Sohn des türkischstämmigen Fußballers Erhan Önal und dessen erster Ehefrau in München geboren. 1982 zog er mit seiner Familie nach Istanbul. Bereits nach wenigen Jahren kehrte er mit seiner Mutter nach München zurück; der Vater blieb in Istanbul.

## Karriere

### Vereine
Nachdem Mölzl die Jugendvereine SC Bogenhausen, SV Gartenstadt Trudering, TSV 1860 München und FC Bayern München durchlaufen hatte, rückte er mit 18 Jahren zu den Amateuren des FC Bayern München auf, für die er in vier Spielzeiten 99 Spiele (8 Tore) in der Regionalliga Süd absolvierte. Als Vertragsamateur gehörte er in der Saison 2000/01 dem Profi-Kader der Bayern an ohne auch nur einmal eingesetzt worden zu sein.
In der Saison 2002/03 war er siebenmal für die SpVgg Greuther Fürth in der 2. Bundesliga aktiv, bevor er drei Jahre erneut in der Regionalliga spielte. Zunächst eine Saison beim FC St. Pauli, dann zwei Spielzeiten beim FC Augsburg, mit dem er zur Saison 2006/07 aufstieg und für den er bis zum 31. Dezember 2009 insgesamt 70 Zweitligaspiele bestritt und drei Tore erzielte. Nach dem in der Winterpause im beiderseitigen Einvernehmen aufgelösten Vertrag wechselte Mölzl zum Drittligisten FC Ingolstadt 04, für den er einen bis 30. Juni 2012 datierten Vertrag einging. Das erste Spiel absolvierte er am 6. Februar 2010 (23. Spieltag) beim 0:0-Unentschieden im Heimspiel gegen den VfL Osnabrück. Mit dem am Ende der Saison 2008/09 in die 3. Liga abgestiegenen Verein gelang Mölzl mit dem 3. Tabellenplatz des Vereins und den zwei Relegationsspielen gegen Hansa Rostock die sofortige Rückkehr in die 2. Bundesliga.
Zur Saison 2012/13 wechselte er zunächst zu Türkspor Augsburg in die Bezirksliga Schwaben Süd, ab der Rückrunde gehörte er dem Kreisligisten FSV Pfaffenhofen/Ilm an. In seinem ersten Spiel gegen den FC Hepberg (4:1) erzielte er gleich zwei Treffer per Elfmeter und bereitete ein weiteres Tor vor. Am Ende scheiterte der FSV aber in der Relegation zur Bezirksliga am VfB Eichstätt II (1:2).
Zur Saison 2013/14 schloss er sich dem SV Kirchanschöring in der Landesliga Bayern Südost an, für den er am 19. Juli 2013 (1. Spieltag) bei der 0:3-Niederlage im Heimspiel gegen den FC Ergolding als Spielertrainer debütierte und am 7. September 2013 (10. Spieltag) beim 2:1-Sieg im Auswärtsspiel gegen den SV Erlbach mit dem Treffer zum zwischenzeitlichen 1:0 in der 5. Minute sein erstes Tor erzielte. Am 3. April 2017 übernahm er das Traineramt des Regionalligisten Wacker Burghausen. Am 14. April 2018 wurde er aus diesem Amt entlassen. Ende Februar 2019 wurde Mölzl Co-Trainer beim Zweitligisten Dynamo Dresden unter Cristian Fiél. Mölzl und Fiél absolvierten bereits ihre Ausbildung zum Fußball-Lehrer gemeinsam.

### Nationalmannschaft
Für die U-18-Nationalmannschaft kam er viermal zum Einsatz. Sein Debüt gab er am 25. November 1997 in Gera bei 1:1-Unentschieden gegen die Auswahl Frankreichs, gegen die er zwei Tage später in Rudolstadt beim torlosen Remis ebenfalls mitwirkte. 1999 agierte er zweimal gegen die Auswahl der Ukraine: Am 10. März in Kitzingen bei der 2:4-Niederlage und zwei Tage später in Würzburg beim 3:1-Sieg.

## Erfolge
- Deutscher B-Juniorenmeister 1997 (mit dem FC Bayern München)